# Ghost Movie 2 - Questa volta è guerra
Ghost Movie 2 - Questa volta è guerra (A Haunted House 2) è un film del 2014 diretto da Michael Tiddes.
La pellicola, con protagonisti Marlon Wayans, Jaime Pressly e Dave Sheridan, è il sequel del film del 2013 Ghost Movie, anch'esso di genere parodistico.

## Trama
Dopo aver perso la sua demoniaca fidanzata Kisha in un incidente stradale, Malcolm incontra e si innamora di Megan, una madre single di due bambini. Non appena la famiglia si trasferisce in una nuova casa, iniziano a verificarsi bizzarri eventi paranormali che coinvolgono sia i bambini che la proprietà. A complicare le cose, Kisha ritorna dal mondo dei morti.

## Produzione
L'8 aprile 2013 viene ufficializzato che Marlon Wayans e la società IM Global Octane produrranno un sequel di Ghost Movie, grazie al successo al botteghino del primo film; viene anche annunciato il titolo: A Haunted House 2.
Il 3 maggio viene fissata la data di uscita nei cinema statunitensi, il 28 marzo 2014.

### Cast
Il 24 agosto vengono ufficializzati i nomi di Jaime Pressly, Ashley Rickards e Gabriel Iglesias, che si uniscono a Marlon Wayans e Dave Sheridan già nel cast.

### Riprese
Il 26 agosto iniziano le riprese, terminate poi il 29 settembre seguente.
Il budget del film è stato di 4 milioni di dollari.

## Promozione
Il primo trailer del film viene diffuso online il 21 novembre 2013.

## Distribuzione
La pellicola è stata distribuita nelle sale cinematografiche statunitensi a partire dal 18 aprile 2014 ed in quelle italiane dal 15 maggio.

## Accoglienza

### Incassi
Il film ha incassato 25,3 milioni di dollari in tutto il mondo.

### Critica
Sull'aggregatore Rotten Tomatoes il film riceve l'8% delle recensioni professionali positive con un voto medio di 2,38 su 10 basato su 40 critiche, mentre su Metacritic ottiene un punteggio di 17 su 100 basato su 16 critiche.